# Боргелин, Рихард Густав
Рихард Густав Боргелин (дат. Richard Gustav Borgelin; 10 февраля 1887, Хернинг, Дания — 8 декабря 1966, Копенгаген, Дания) — датский офицер, командир роты Датско-Балтийского вспомогательного корпуса во время войны за независимость Эстонии.

## Биография
С отличием закончил Королевскую датскую военную академию в 1909 году. В 1919 году, будучи офицером запаса, он принял предложение командовать экспедиционным добровольческим корпусом для отправки в Эстонию. Весной 1919 года Боргелин со своим подразделением прибыли в Эстонию. В составе корпуса было 12 офицеров, 12 младших офицеров и 189 рядовых. Корпус участвовал в боевых действиях под командованием эстонской армии до 1 сентября 1919 года, после чего вернулся домой.
Боргелин и еще семь датчан были награждены латвийским военным орденом Лачплесиса третьего класса. В благодарность за заслуги перед эстонским государством, Боргелину было пожаловано имение Майдла в Эстонии.
Во время Второй мировой войны Боргелин был завербован в абвер после начала оккупации Дании. После войны он был приговорен к 18 месяцам лишения свободы за коллаборационизм.